# Johann Heinrich Gottlieb Streitwolf
Pour les articles homonymes, voir Streitwolf.
Johann Heinrich Gottlieb Streitwolf (né le 7 novembre 1779 à Göttingen ; décédé le 14 février 1837 à Göttingen) est un facteur d'instruments à vent (bois) et un compositeur allemand. Il est l'inventeur de deux instruments destinés à la musique militaire : un cor basse chromatique (1820) et une clarinette basse en forme de basson (1828).

## Biographie
Après sa scolarité, Johann Heinrich Gottlieb Streitwolf fut en apprentissage chez le musicien de la ville Johann Michael Jäger (1739-1819) jusqu'en 1797. Il gagne ensuite sa vie en enseignant la guitare, joue comme violoncelliste dans l'orchestre académique de l'université de Göttingen et compose.
En 1801, il épouse Johanne Marie Dorothee Kayser. Ils ont quatre enfants : deux fils (pasteur et organiste) et 
deux filles (institutrices).
En 1803, il est inscrit à l'université de Göttingen pour étudier les "beaux-arts".
En 1809, il commence à fabriquer des instruments à vent de la famille des bois. L'atelier se trouve d'abord dans la maison des parents de sa femme (une famille de perruquiers), puis au numéro 4 de la Kurzen Straße.
En 1821, il doit abandonner sa participation à l'orchestre académique en tant que violoncelliste en raison d'une maladie de poitrine. Il se consacre alors davantage à la fabrication d'instruments. Son mal s'aggrave cependant au fil des années et il meurt en 1837 à l'âge de 57 ans seulement.

## Œuvre

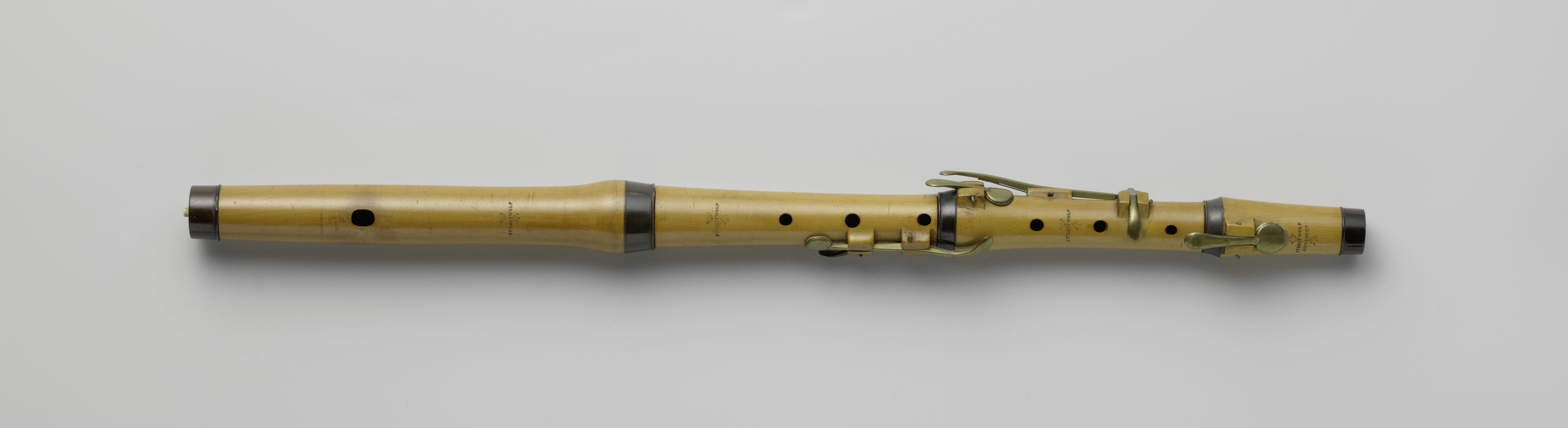
Flûte piccolo (ca. 1810).

Gottlieb Streitwolf ne fabrique d'abord que des flûtes traversières, mais plus tard aussi tous les autres instruments à vent en bois : hautbois, cor anglais, clarinette, basson. Il fournit en priorité les orchestres militaires et a vite compris qu'il fallait surtout améliorer les instruments de registre grave. 
À partir de 1809, il se lance dans la fabrication de flûtes et de clarinettes, qui devinrent rapidement si populaires en raison de leur qualité que Streitwolf put agrandir son atelier. Il est l'un des premiers fabricants d'instruments à fabriquer des clarinettes sur le modèle à treize clefs d'Iwan Müller. Il convient également de noter qu'en 1814, Streitwolf s'est inscrit à l'université de Göttingen, notamment en mathématiques et en chimie, afin d'acquérir des connaissances scientifiques utiles à la fabrication d'instruments.  

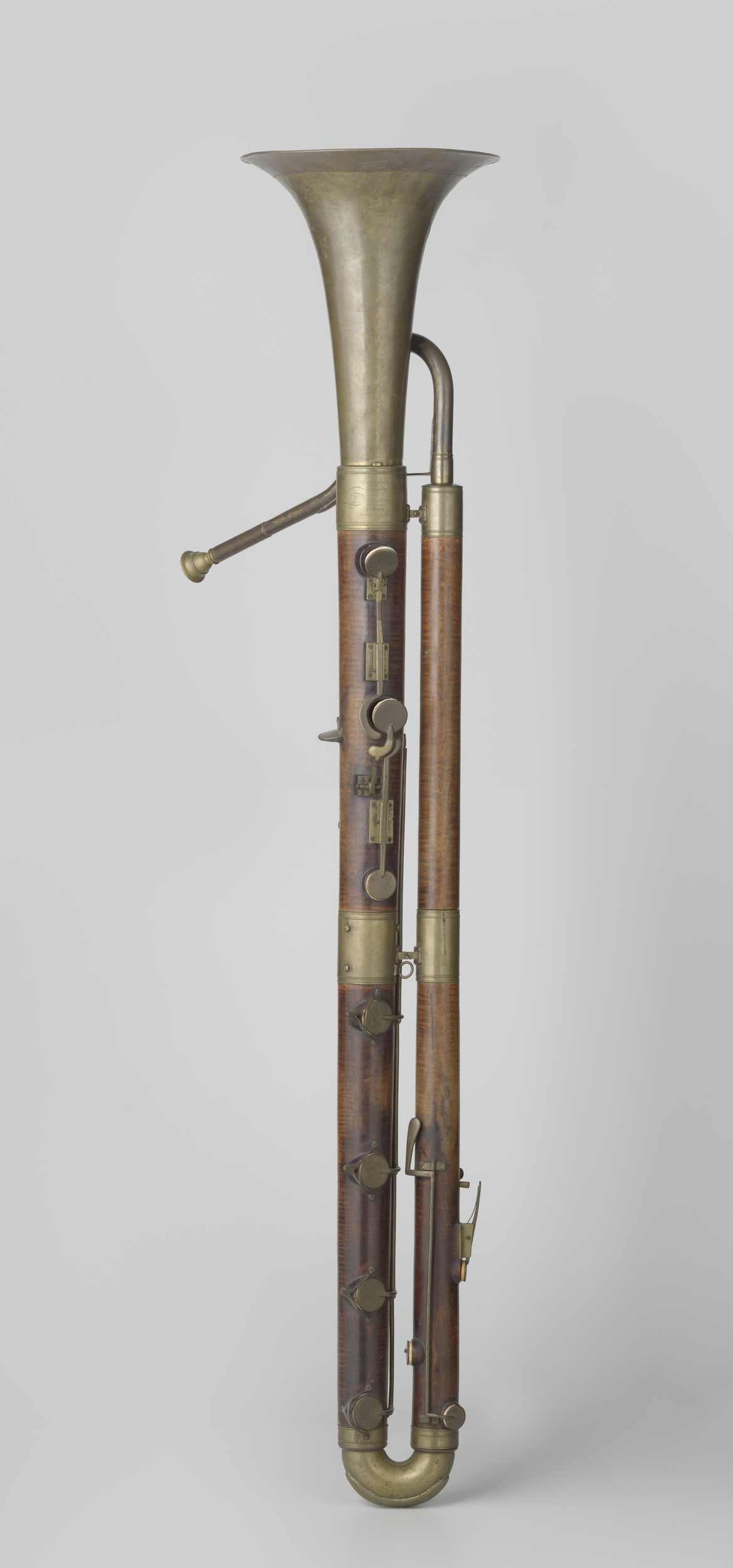
Cor basse chromatique (ca. 1820-1830).

C'est ainsi qu'il invente en 1820 le cor basse chromatique qui était surtout utilisé dans la musique militaire (il construit également un cor  contrebasse) et en 1828 la clarinette basse en forme de basson. Il vend le premier exemplaire au prince de Sondershausen. En 1835, il reçoit une médaille d'argent pour cet instrument à l'exposition d'art de Hanovre. Depuis cette époque, les deux instruments ont également été utilisés dans la musique d'orchestre.
La clarinette basse est également dotée d'autres clés de trille afin de rendre les concertos de Louis Spohr jouables.
Il conçoit également une clarinette contrebasse, qui descend quatre tons plus bas que le basson.
Gottlieb Streitwolf était considéré comme un artiste pensant qui cherchait constamment à s'améliorer. Même lorsqu'il prenait un jouet en main, il devait le pénétrer de son regard et l'améliorer.
Son fils cadet (organiste,  1814-1892) a poursuivi l'atelier jusqu'en 1861. Aujourd'hui encore, au moins 50 de ses instruments sont conservés dans différents musées à travers le monde.
Parmi les élèves de Streitwolf, on trouve Carl Kruspe, qui dirigera plus tard un important atelier de cuivres et de bois à Erfurt.

## Compositions
- op. 5 : 2 Trios pour flûte, guitare, violoncelle (1804)
- op. 6 : 9 Lieder avec guitare et flûte (Bonn, Beethovenhaus, Inv.Nr. 90423)
- op. 8 : 15 danses pour 2 guitares et flûte ad. libitum (Wolfenbüttel, Herzog August Bibliothek et Zurich, Zentr.-Bibliothek)
- op. 10 : 8 lieder (arias) en partie avec accompagnement varié de la guitare et d'une flûte arbitraire (env. 1808, Düsseldorf, Goethemuseum Inv.Nr. 1402)
- op. 11 : 9 lieder avec accompagnement de guitare et flûte (Bonn, Beethovenhaus, Inv.Nr. 90339)
- sans op. : 12 lieder avec accompagnement de guitare et flûte (Munich, Bayrische Staatsbibliothek)
- sans op. : Gesang verschönt das Leben, arrangé par Vincenzo Righini et Gottlieb Streitwolf (Karlsruhe, Badische Landesbibliothek)